# Gunnar Jansson (athlétisme)
Pour les articles homonymes, voir Gunnar Jansson et Jansson.
Gunnar Jansson (né le 13 octobre 1897 à Fellingsbro et mort le 15 décembre 1953 à Eskilstuna) est un athlète suédois, spécialiste du lancer du marteau.

## Carrière
Gunnar Jansson se classe septième du concours de lancer du marteau aux Jeux olympiques de 1932 à Los Angeles. Il est douzième aux Jeux olympiques de 1936 à Berlin.
Lors des Championnats d'Europe de 1934 à Turin, il remporte la médaille de bronze avec un lancer à 47,85 m, derrière le Finlandais Ville Pörhölä et l'Italien Fernando Vandelli.

### Palmarès
| Date | Compétition           | Lieu        | Résultat | Épreuve           |
| ---- | --------------------- | ----------- | -------- | ----------------- |
| 1932 | Jeux olympiques       | Los Angeles | 7e       | Lancer du marteau |
| 1934 | Championnats d'Europe | Turin       | 3e       | Lancer du marteau |
| 1936 | Jeux olympiques       | Berlin      | 12e      | Lancer du marteau |

### Records
| Épreuve           | Performance | Lieu | Date |
| ----------------- | ----------- | ---- | ---- |
| Lancer du marteau | 53,41 m     |      | 1935 |